# Wimbledon Championships 1938
Die 58. Auflage der Wimbledon Championships fand 1938 auf dem Gelände des All England Lawn Tennis and Croquet Club an der Church Road statt.
Don Budge gewann erneut alle drei Wettbewerbe, in denen er antrat. Er war auch der erste Spieler, der in diesem Jahr alle vier Grand-Slam-Turniere gewann.

## Herreneinzel
Don Budge besiegte im Finale Henry Austin in drei Sätzen.

## Dameneinzel
Helen Wills Moody gewann ihren achten und letzten Einzeltitel in Wimbledon. Dieser Rekord wurde erst 1990 von Martina Navratilova übertroffen. Als erste ungesetzte Spielerin seit Einführung der Setzliste 1927 erreichte Helen Jacobs das Finale.

## Herrendoppel
Im Herrendoppel verteidigten Don Budge und Gene Mako ihren Titel.

## Damendoppel
Im Damendoppel waren Sarah Fabyan und Alice Marble erfolgreich.

## Mixed
Den Mixed-Wettbewerb entschieden wie im Vorjahr Alice Marble und Don Budge für sich.

## Quelle
- J. Barrett: Wimbledon: The Official History of the Championships. HarperCollins Publishers, London 2001, ISBN 0-00-711707-8.